# Ballenahalli, Krishnarajpet
Ballenahalli là một làng thuộc tehsil Krishnarajpet, huyện Mandya, bang Karnataka, Ấn Độ.